# Metazygia chicanna
Metazygia chicanna är en spindelart som beskrevs av Levi 1995. Metazygia chicanna ingår i släktet Metazygia och familjen hjulspindlar. Inga underarter finns listade i Catalogue of Life.